# Иля Смирин
Иля Юлевич Смирин е израелски шахматист от беларуски произход.

## Биография
Иля Смирин е роден на 21 януари 1968 година във Витебск, СССР (дн. Беларус). Научава правилата на играта шахмат от баща си. През 1985 година започва обучение в Беларуския институт по физическа култура, където сред неговите треньори е Алберт Капенгут. През 1991 година емигрира в Израел.
Смирин е трикратен шампион на Израел през 1992, 1994 и 1999 година.
Международната федерация по шахмат го награждава с гросмайсторско звание през 1992 година.
През 2002 година участва в мача „Русия срещу останалия свят“, известен още като „Мач на новия век“. Смирин изиграва девет партии, записвайки 2 победи, 4 ремита и 3 загуби. Победите му са срещу гросмайсторите Анатоли Карпов и Владимир Крамник от отбора на Русия. Същата година взима участие в мач от вида „човек срещу компютър“. Смирин изиграва по две партии с четири различни шахматни програми, като негови противници са „Deep Junior“, „Deep Shredder 6.02“, „Chess Tiger“ и „Hiarcs“. Израелският шахматист спечелва двубоя с краен резултат 5:3 точки и без допусната загуба.
Най-добрият ЕЛО рейтинг на Смирин е 2702. Според индивидуалните рейтинг диаграми на ФИДЕ, шахматистът го постига два пъти – за първи път през юли 2001 година и повторно през януари 2002 година.
Смирин е женен. Съпругата му се казва Лена, с която имат една дъщеря – Ирит.

## Турнирни резултати
- 2000 – Ню Йорк (1 м. в 17-ото издание на „Ню Йорк Опен“)[6]
- 2001 – Сараево (3-4 м. с Алексей Дреев и индивидуален резултат 5,5 точки от 9 възможни на международния турнир от 16-а категория на ФИДЕ „Босна“ зад българите Кирил Георгиев и Веселин Топалов)[7]; Дос Ерманас (2 м. на гросмайсторския турнир в „Група А“ с резултат 5,5 точки от 9 възможни)[8]
- 2002 – Бил (1 м. в гросмайсторския турнир на международния шахматен фестивал „Бил“)[9]
- 2007 – Атина (1 м. на „Акрополис“ с резултат 7 точки от 9 възможни)[10]
- 2008 – Атина (1 м. на „Акрополис“ с резултат 7 точки от 9 възможни; в крайното класиране има еднакъв резултат с румънеца Мирча Парлиграс, но спечелва турнира заради по-добрите си допълнителни показатели)[11]; Бил (3 м. на откритото първенство на Швейцария по ускорен шахмат)[12]

## Участия на шахматни олимпиади
Смирин участва на осем шахматни олимпиади. Изиграва общо 83 партии, постигайки в тях 28 победи, 39 ремита и 16 загуби. Средната му успеваемост е 57,2 процента.
| Година | Организатор | Отбор  | Класиране (отборно) | Дъска |
| 1992   | Манила      | Израел | 11                  | Втора |
| 1994   | Москва      | Израел | 14                  | Втора |
| 1996   | Ереван      | Израел | 17                  | Първа |
| 1998   | Елиста      | Израел | 4                   | Втора |
| 2000   | Истанбул    | Израел | 5                   | Втора |
| 2002   | Блед        | Израел | 9                   | Втора |
| 2004   | Калвия      | Израел | 5                   | Трета |
| 2006   | Торино      | Израел | 4                   | Втора |